# Trailed to the Hills
Trailed to the Hills è un cortometraggio muto del 1910 scritto, prodotto, interpretato e diretto da Gilbert M. 'Broncho Billy' Anderson.

## Produzione
Il film fu prodotto dalla Essanay Film Manufacturing Company.
Venne girato in Colorado, nella Jefferson County, a Morrison.

## Distribuzione
Distribuito dall'Essanay Film Manufacturing Company, il film - un cortometraggio in una bobina - uscì nelle sale cinematografiche USA il 16 luglio 1910. Venne recensito con il titolo Trailed to the West.